# جورج واشنطن إيوينغ
جورج واشنطن إيوينغ (بالإنجليزية: George Washington Ewing)‏ هو محامي وسياسي أمريكي، ولد في 29 نوفمبر 1808، وتوفي في 20 مايو 1888.